# Felipe III a caballo
El retrato de Felipe III a caballo fue pintado por Velázquez con la colaboración del taller en 1634-35 y se conserva en el Museo del Prado desde su inauguración en 1819.

## Análisis del cuadro
El retrato ecuestre de Felipe III fue pintado para la decoración del Salón de Reinos del Palacio del Buen Retiro, junto con los retratos ecuestres de su esposa, La reina Margarita, Felipe IV, Isabel de Francia y El príncipe Baltasar Carlos.

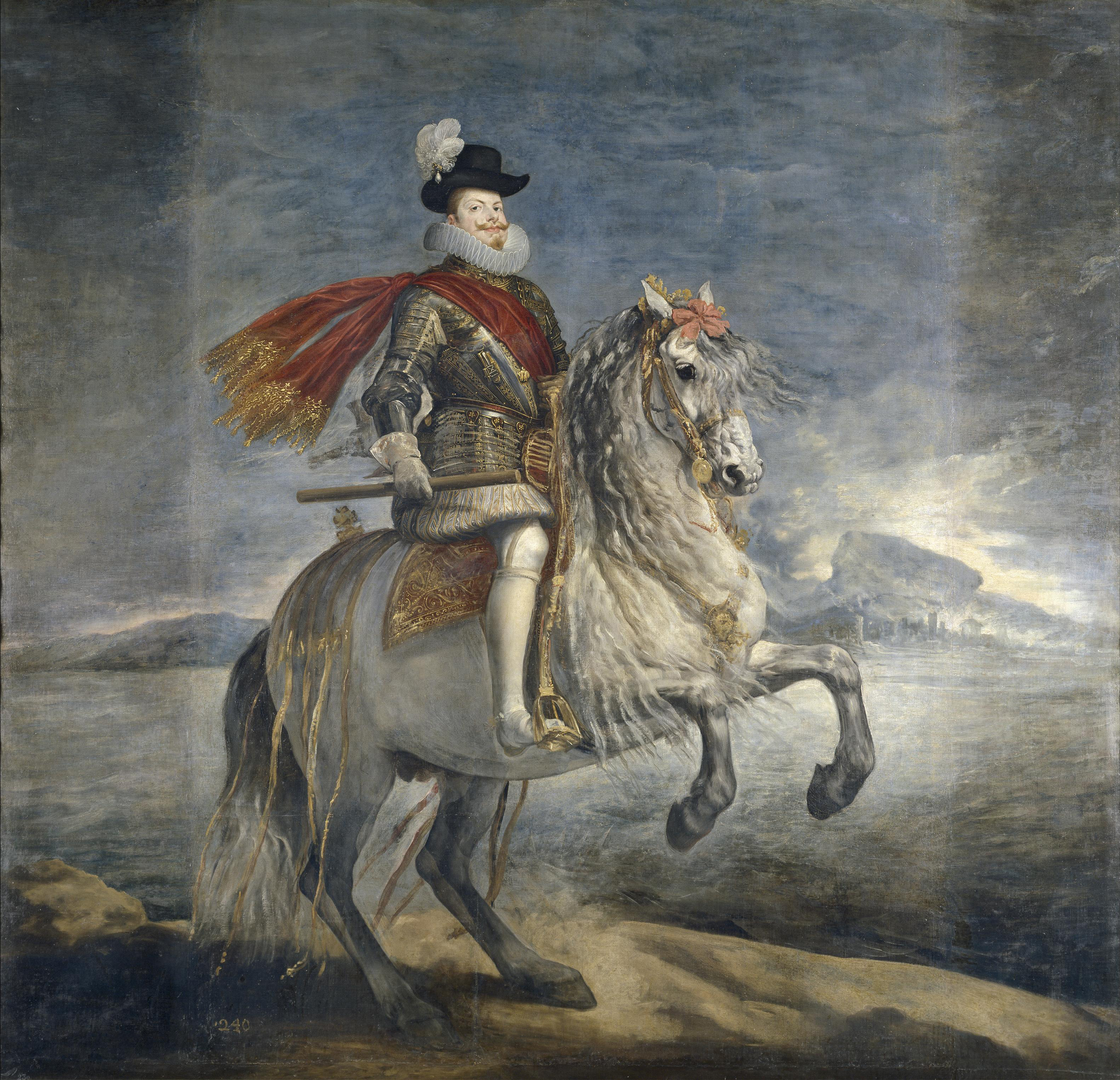
Estado del cuadro antes de la restauración de 2011.

Es obra de Velázquez contando con amplia participación del taller. Aunque se ha especulado mucho acerca de este retrato y de su pareja, el Retrato ecuestre de la reina Margarita, poniéndolo en relación con un encargo efectuado a Velázquez ya en 1628 y para el que se sirvió como modelo de un retrato previo de Bartolomé González, los estudios técnicos realizados en el Museo del Prado demuestran que los cinco cuadros de la serie se hicieron a un mismo tiempo, empleando la misma preparación del lienzo e idénticos pigmentos. 
Velázquez debió de confiar su ejecución a un pintor que, conociendo la técnica velazqueña, era más minucioso que él en su forma de trabajar. El mismo pintor, y quizá por indicación de Velázquez, rectificó la posición del brazo del monarca y posteriormente Velázquez llevó a cabo algunos retoques, rehaciendo el caballo y añadiendo toques de luz con algunas veladuras sobre el vestido del rey. Más tarde, como demuestra la posición que ocupa un antiguo número de inventario, se añadieron dos bandas perfectamente visibles a los lados a fin de que el cuadro tuviese las mismas dimensiones que el de Felipe IV. Al hacerlo, quizá ya en el siglo XVIII y al pasar los cuadros al Palacio Nuevo, se ocultaron algunas zonas de paisaje que habían sido pintadas por Velázquez. En 2011 el cuadro ha sido presentado ya restaurado, sin dichos añadidos, por lo que vuelve a verse en su formato original, al igual que su pareja, La reina Margarita.
Felipe III aparece arrogante sobre un caballo en corbeta, luciendo en su sombrero la famosa perla «Peregrina». La figura se recorta sobre un fondo de montañas y cielo nuboso que acentúan la sensación de profundidad. Sus antecedentes pueden encontrarse en Tiziano (Carlos V en Mühlberg) y en el Retrato ecuestre del duque de Lerma de Rubens, del que recuerdan los tirabuzones de las crines del caballo, cuyo escorzo es típicamente barroco.